# Моринхур

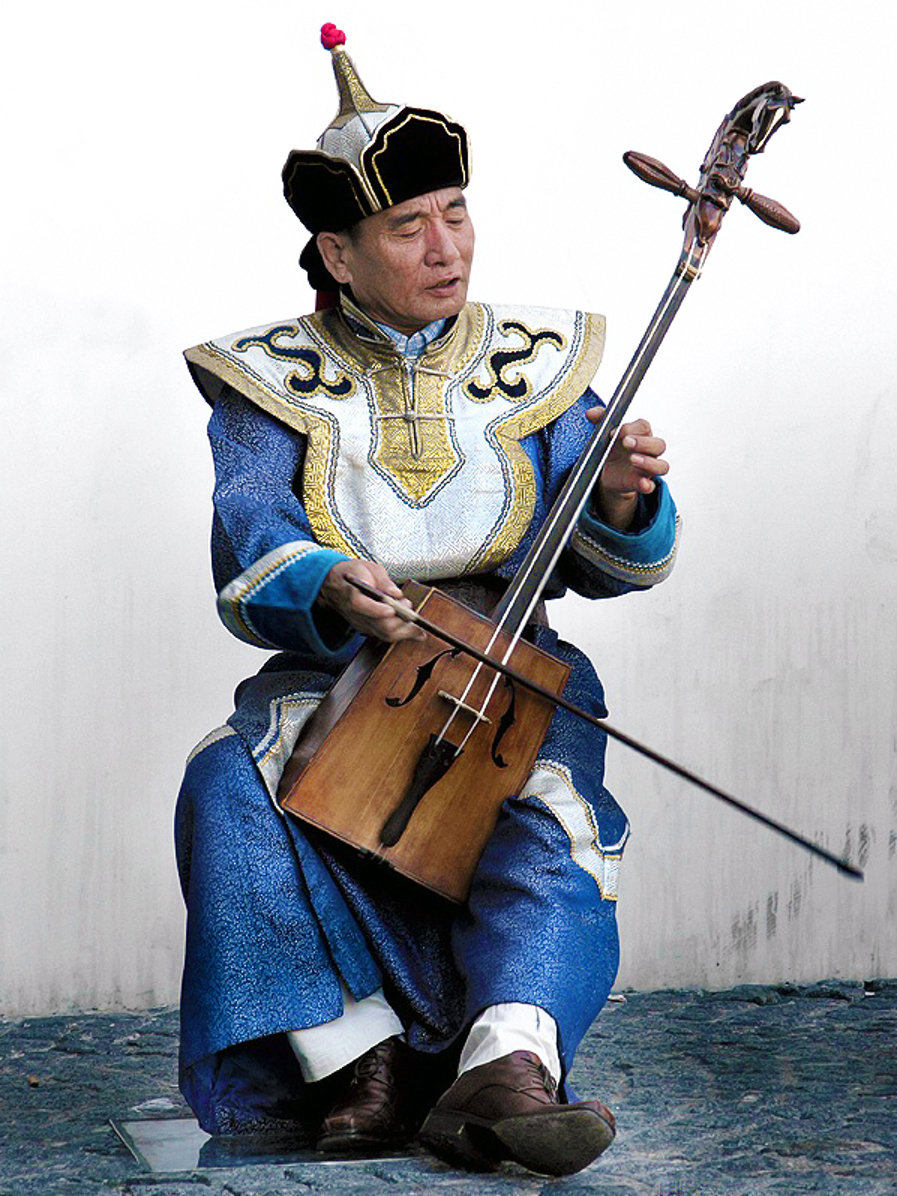
Монгольский музыкант Самбуугийн Пурэвжав играет на морин хууре

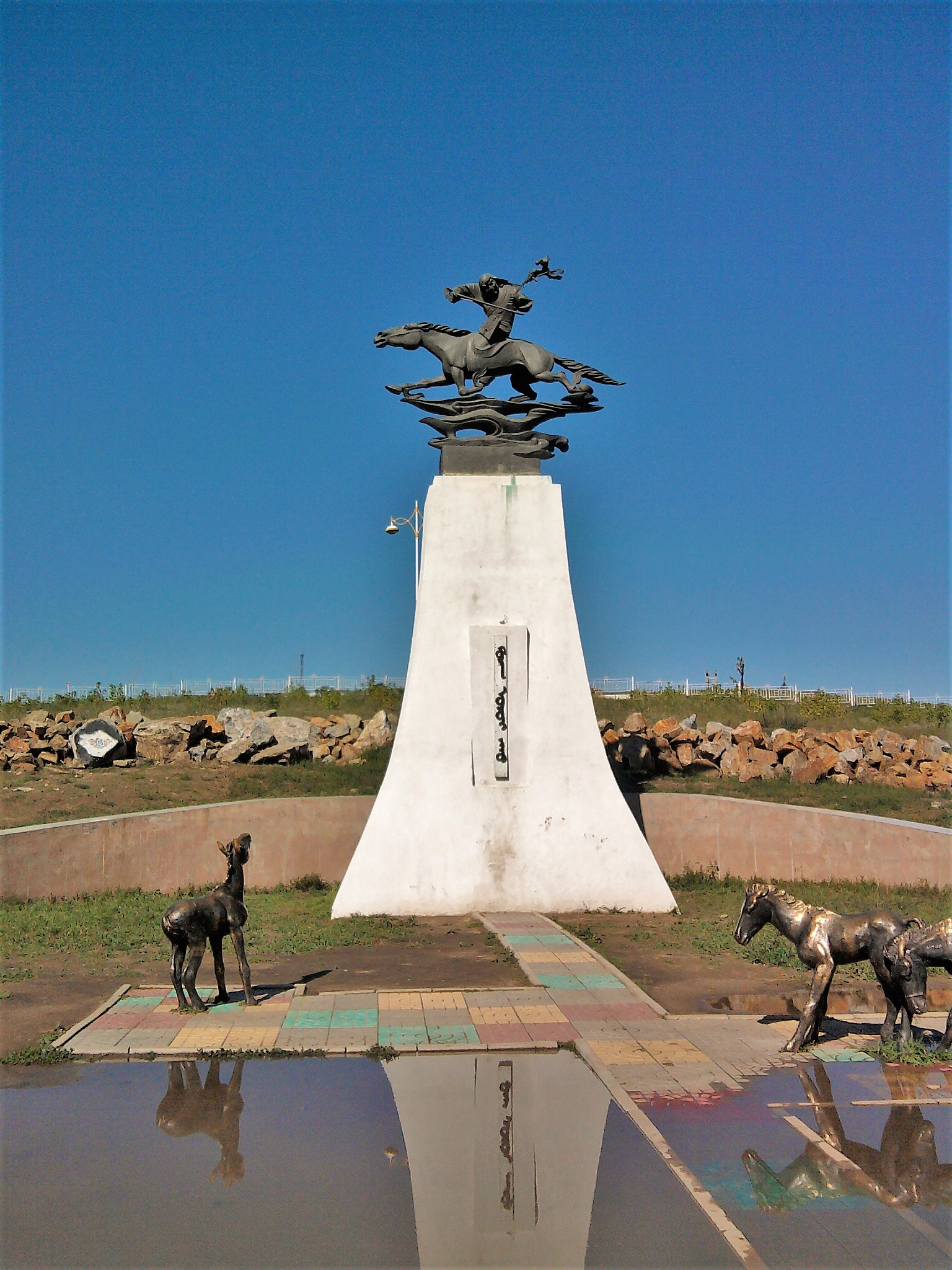
Памятник морин хууру (Дархан, Монголия)

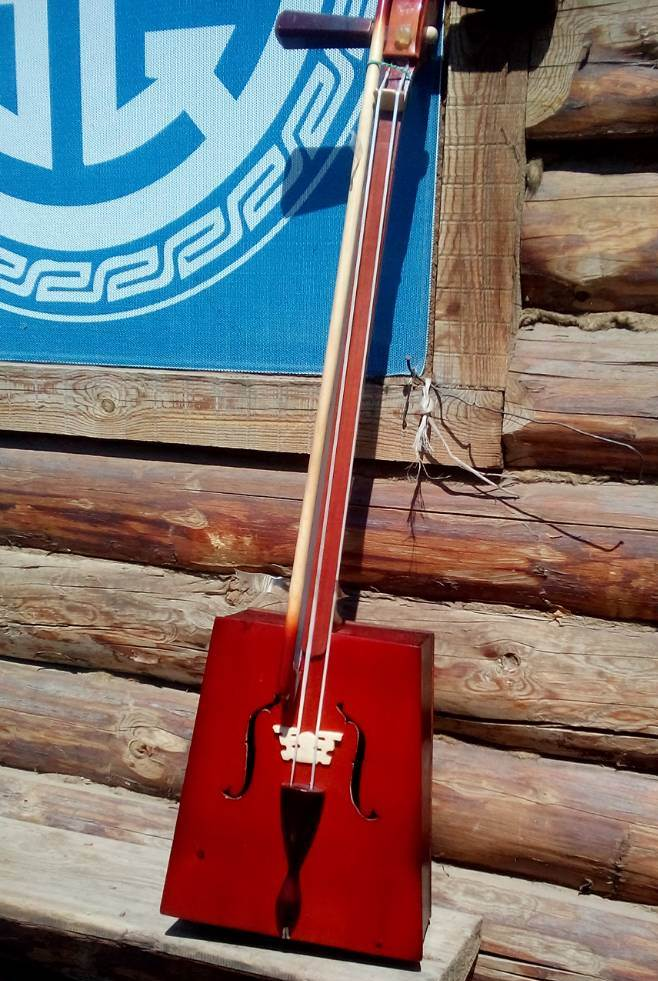
Моринхуур в одном из бурятских сел в Закаменском районе Бурятии

Мори́н ху́ур, мори́н толгойто́й ху́ур, хур (монг. морь, мори́н — конь, толго́й — голова, ху́ур — музыкальный инструмент, бур. мори́н ху́ур, калм. мөрн хуур) — монгольский смычковый музыкальный инструмент. Распространён в Монголии, в КНР (Внутренняя Монголия, Синьцзян-Уйгурский автономный район), в России (Бурятия, Калмыкия, Иркутская область, Забайкальский край).
Головка грифа морин хуура традиционно изготавливается в виде головы лошади. Звук инструмента в монгольской поэзии сравнивается с лошадиным ржанием или с дуновением ветра в степи, в некоторых композициях звук инструмента имитирует ржание.

## Устройство
Первые смычковые инструменты появились в незапамятные времена, когда человек обнаружил возникновение звука при трении двух луков тетивами друг о друга. Затем человек придумал как усилить звук при помощи различных резонаторных корпусов. Сейчас инструмент в основном имеет четырёхугольный трапециевидный корпус с деревянной или кожаной (в традиционном исполнении) верхней декой и деревянной нижней, снабжённой фигурными резонаторными отверстиями. С XX века стали появляться инструменты с цельно-деревянным, как у европейских струнных инструментов, корпусом и с ƒ-образными (как у скрипки) резонаторными отверстиями в верхней деке . Безладовая шейка увенчивается фигурной головкой в виде головы лошади. В шейку вставляется два настроечных колка. Длина всего инструмента — 100—110 см.
Инструмент имеет две струны: «мужская», изготавливаемая из 130 волосков из хвоста скакового коня и «женская», на которую идёт 105 волосков из хвоста кобылы — это символы мужского и женского начала. По монгольской традиции волосы «мужской» струны должны быть обязательно именно с хвоста быстрого скакового коня, чтобы резвость животного передалась инструменту. В последнее время некоторые исполнители предпочитают струны из нейлона. Струны настраиваются в основном в кварту, но иногда и в квинту. В Монголии строй инструмента — Фа, Си-бемоль малой октавы (Ми-бемоль, Си-бемоль), во Внутренней Монголии строй Соль малой октавы, До первой октавы. Смычок деревянный, дугообразный, со свободно подвешенным пучком конского волоса, но также популярны смычки западной конструкции с механизмом натяжения волос. Колки для натяжения струн в Монголии традиционного простого конического типа, во Внутренней Монголии механические, с червячным винтом, обеспечивающим более лёгкую и плавную настройку, без последующего ослабления колка.
Звукоизвлечение флажолетное, без прижимания струн к грифу. Струны зажимаются внешней стороной ногтей указательного и среднего пальцев левой руки и отрощенными ногтями безымянного пальца и мизинца. Большой палец служит для поддержки шейки инструмента и для зажатия струн используется редко. Смычок держат в правой руке- ладонь держит смычок снизу, большой палец кладётся на колодку, указательный и средний пальцы обхватывают трость, а безымянный и мизинец подушками кладутся на волосы смычка изнутри и, при необходимости, натягивают их.
На морин хууре играют сидя, зажав трапециевидный корпус между коленями и держа гриф под некоторым углом вверх. Традиционно это мужской инструмент, широко использующийся как для сольного исполнения, так и для аккомпанирования. Особенно важен для аккомпанирования при исполнении «протяжных песен» и эпических сказаний. В монастырской музыке не использовался.

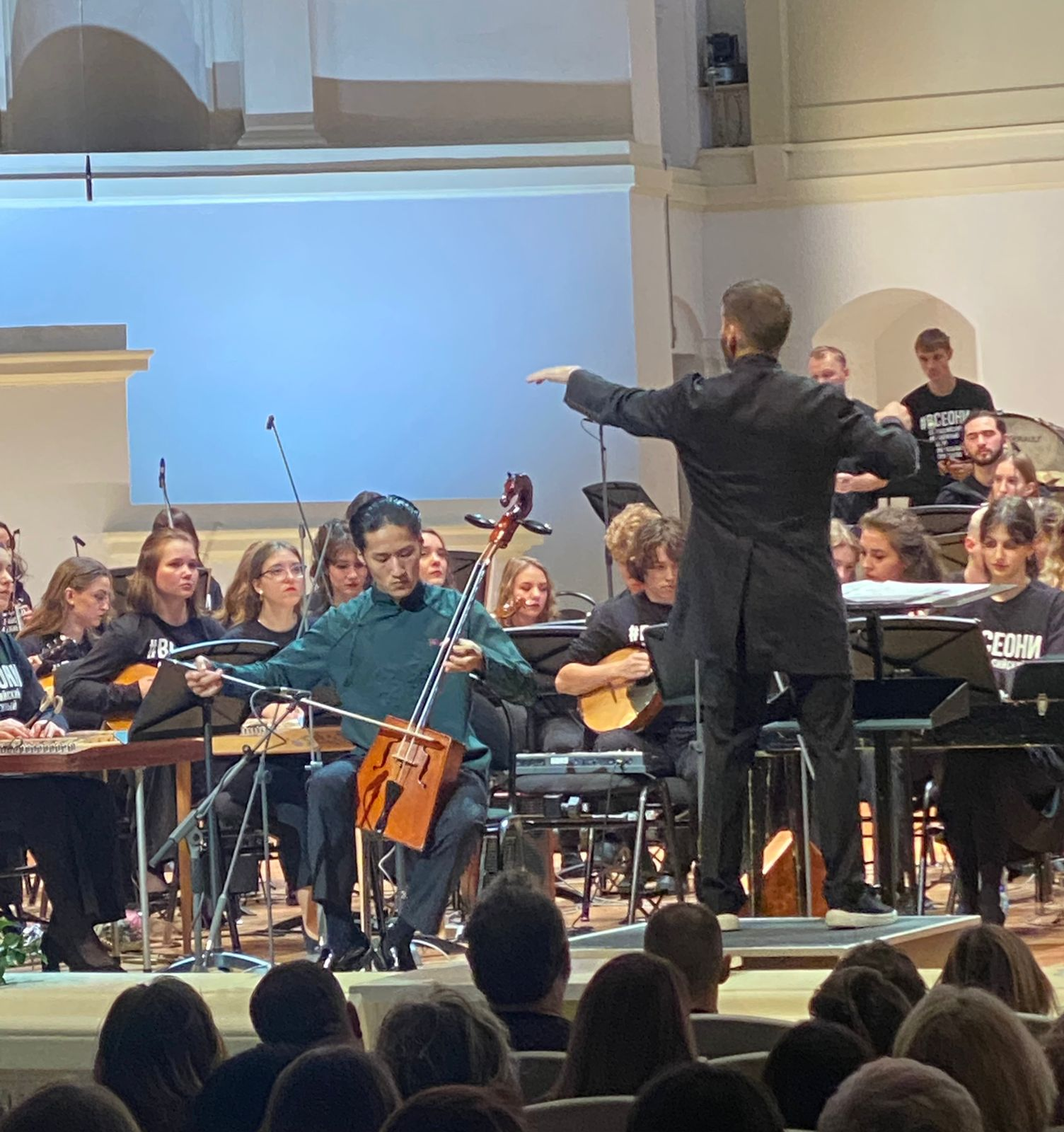
Монгольский исполнитель на морин хууре Энх-Амгалан Бямбажав солирует с Всероссийским молодёжным оркестром национальных инструментов

В Европу морин хуур первым привёз Марко Поло, который получил его в подарок в 1275 во время посещения Шанду — «летней столицы» династии Юань.

## Родственные инструменты

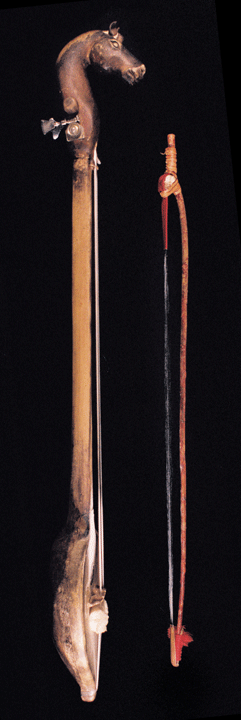
Игиль

В Монголии также популярен Их хуур (монг. их — большой) — инструмент контрабасового регистра и хуучир — также смычковый инструмент с двумя или четырьмя шёлковыми или стальными струнами, металлическим или деревянным резонирующим корпусом и натянутой на него кожей питона или других животных. У западных монгольских племён — ойрадов (калмыков) популярен похожий на морин хуур инструмент — икэл. Струны икэла ставятся зеркально противоположно морин хууру и настраиваются в квинту относительно друг друга. В целом икэл имеет более архаичные черты и его корпус обтягивается только кожей. У алтайцев в дополнение к морин хууру также есть родственный инструмент икили, у тувинцев игил или игиль, у саха (якутов) — кылысах, у хакасов — ыых. В Индии есть родственный инструмент рабанастр и другие. В китайской музыке широко применяется ещё один двуструнный смычковый инструмент эрху. См. также китайский цинь.
Также существует бурятская разновидность под названием Хур, который является национальным (струнно-смычковый) инструментом. Представляет собой аналог скрипки. На хур натягиваются четыре струны (строй EADG). Хур держат между колен. Левой рукой зажимают аккорды на грифе, а правой играют смычком.

## Разное

### Мифология

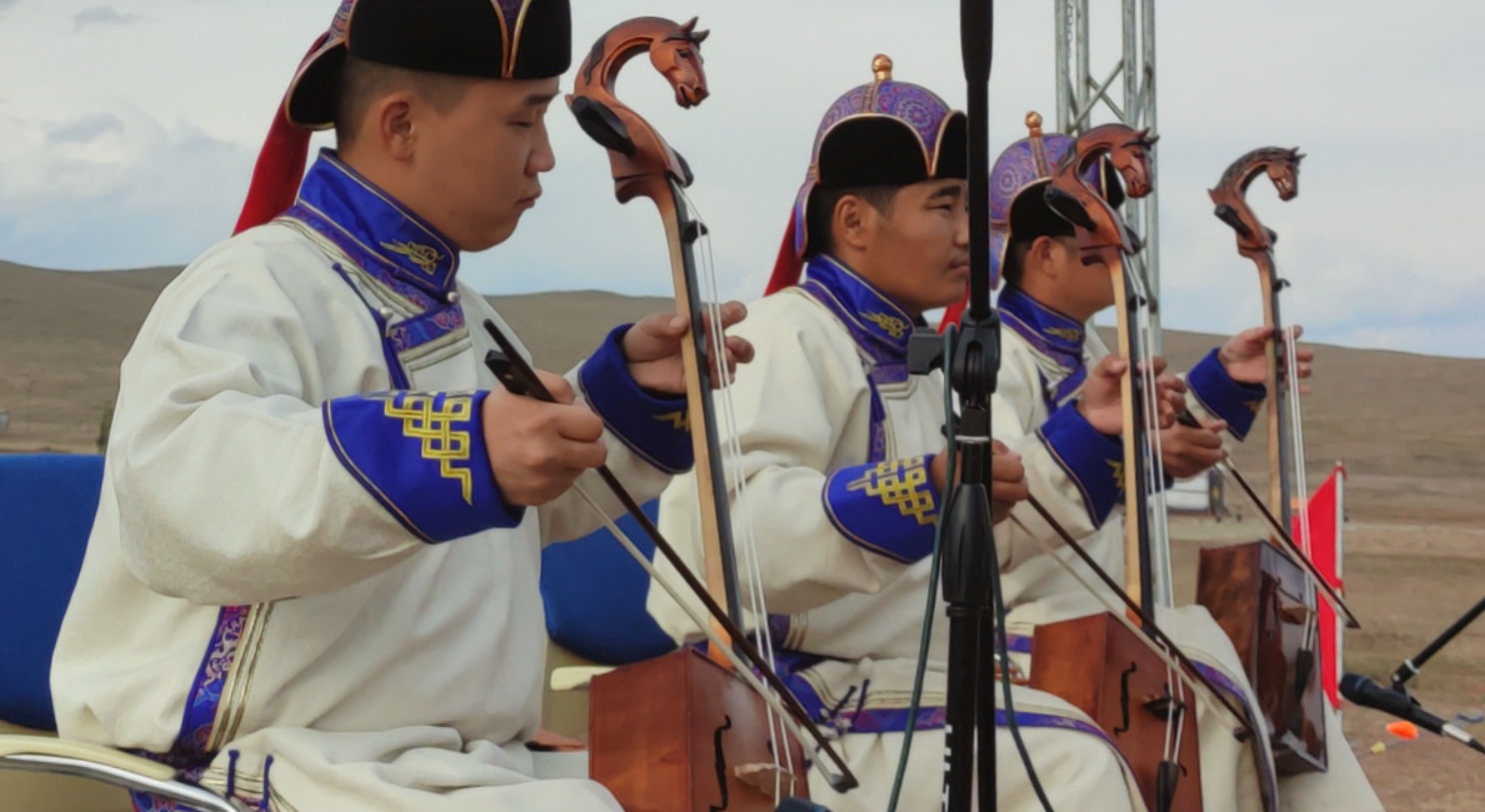
Монгольские музыканты играют на моринхуре

Одна из монгольских легенд приписывает изобретение инструмента мальчику по имени Сухэ. После того, как злой хан убил любимую белую лошадь Сухэ, дух лошади явился к мальчику во сне и велел ему сделать себе музыкальный инструмент из её тела, чтобы Сухэ и его лошадь по-прежнему оставались неразлучны. Согласно легенде, Сухэ создал первый морин хуур, сделав его целиком из останков любимого коня.

### Применение в скотоводстве
В повседневной жизни монгольских скотоводов инструмент имеет ещё одно важное значение. Когда верблюдица рожает верблюжонка, она иногда отвергает его вследствие различных стрессовых ситуаций, и монголы используют морин хуур для проигрывания низких гармонических типов мелодий, которые называются хоослох, которые успокаивают верблюдиц, и те принимают своих верблюжат назад.
Практика повторного принятия сельскохозяйственными животными своих детёнышей широко используется в различных кочевых цивилизациях мира, но в монгольской Гоби её используют только на верблюдах. В случае, если верблюдица умирает после родов, монголы используют технику хоослох, чтобы верблюжонка приняла другая верблюдица. Об этом рассказывается в известном монгольском документальном фильме 1986 года «Мелодия верблюдицы» (монг. Ингэн эгшиг; сценарист Ж. Бадраа, режиссёр Н. Жанцанноров), победившем на Московском международном кинофестивале 1988 года. Ремейк этого фильма «Слёзы верблюдицы» (монг. Ингэн нулимс), снятый в 2003 году режиссёром Д. Бямбасурэн, был выдвинут в 2005 году на получение премии «Оскар» в номинации «лучший полнометражный документальный фильм».